# برايان برايس (موجه قوارب)
برايان برايس هو موجه قوارب ‏ كندي، ولد في 19 فبراير 1976 في بيلفي في كندا.

## وصلات خارجية
- برايان برايس على موقع الاتحاد الدولي للتجديف (الإنجليزية)
- برايان برايس على موقع اللجنة الأولمبية الدولية (الإنجليزية)
- برايان برايس على موقع أوليمبيديا (الإنجليزية)
- برايان برايس على موقع اللجنة الأولمبية الكندية (الإنجليزية)